# Непальцы в России
Непальцы в России — небольшая этническая группа в населении Российской Федерации. Непальцы, проживающие на территории России, являются либо гражданами России (переехавшие в Россию и получившие российское гражданство, а также их потомки), либо гражданами Непала, проживающими в России временно.

## История
СССР подготовил тысячи студентов из развивающихся стран. Непальские студенты приезжали учиться в РСФСР и другие республики, находящиеся в составе Советского Союза. Более 6000 непальцев учились в советских вузах. Многие из студентов женились и остались жить в СССР. После распада Советского Союза поселившиеся в России непальские предприниматели взяли на себя инициативу в инвестировании гидроэнергетических проектов и многих других предприятий.

## Известные персоны
- Гири, Аниш — шахматист
- Упендра Махато — бизнесмен